# Черноморец (стадион, Бяла)
Вижте пояснителната страница за други значения на Черноморец.
„Черноморец“ е стадион, намиращ се в град Бяла, Варненска област. На него играе домакинските си мачове ФК Черноморец (Бяла).
Стадионът е построен през 1986 г., като при откриването си разполага с 1050 места. През 2015 г. е основно реконструиран. Ремонтът е на стойност 2,5 млн. лева, които са осигурени по европейска програма. Съоръжението е със 700 седящи места. Има две трибуни - основна с 515 места и допълнителна със 185 места. 400 от местата на основната трибуна са покрити с козирка.
Стадионът разполага също с лекоатлетическа писта с 6 коридора, която има обща дължина от 400 метра. В рамките на спортното съоръжение има маломерно игрище за футбол, както и многофункционална спортна площадка за баскетбол, волейбол и тенис.